# Petrophila kearfottalis
Petrophila kearfottalis là một loài bướm đêm trong họ Crambidae.